# MTV Unplugged (Shakira)
MTV Unplugged (Shakira) is een akoestisch live-optreden uit 1999, door de Colombiaanse popzangeres Shakira. Het is uitgebracht als DVD in 1999 en als album in 2000. Het is opgenomen in New York in augustus 1999. Het wordt gezien als een van haar beste live-optreden en maakte de weg vrij voor het succesvolle cross-over album Laundry Service.

## Lijst van nummers

### Dvd
1. "Octavo Día" (Shakira/Mendez) - 5:35
2. "Si Te Vas" (Shakira/Ochoa) - 4:00
3. "¿Dónde Están los Ladrones?" (Shakira/Ochoa) - 3:29
4. "Ciega, Sordomuda" (Shakira/Salgado) - 4:14
5. "Inevitable" (Ochoa/Shakira) - 3:52
6. "Moscas en la Casa" (Shakira) - 3:55
7. "Estoy Aquí" (Shakira/Ochoa) - 4:56
8. "Tú" (Shakira/O'Brien) - 5:05
9. "Sombra de Ti" (Shakira/Ochoa) - 4:07
10. "No Creo" (Shakira/Ochoa) - 4:05
11. "Ojos Así" (Flores/Garza/Shakira) - 6:40

### Album
1. "Intro/Octavo Día" (Shakira/Mendez) - 6:21
2. "Si Te Vas" (Shakira/Ochoa) - 3:40
3. "¿Dónde Están los Ladrones?" (Shakira/Ochoa) - 3:32
4. "Moscas en la Casa" (Shakira) - 3:52
5. "Ciega, Sordomuda" (Shakira/Salgado) - 4:09
6. "Inevitable" (Ochoa/Shakira) - 3:39
7. "Estoy Aquí" (Shakira/Ochoa) - 4:58
8. "Tú" (Shakira/O'Brien) - 5:22
9. "Sombra de Ti" (Shakira/Ochoa) - 4:07
10. "No Creo" (Shakira/Ochoa) - 4:08
11. "Ojos Así" (Flores/Garza/Shakira) - 6:50

## Singles
- No Creo
- Ojos Asi
- Donde Estan Los Ladrones
- Moscas En La Casa

## Prijzen
- 2000 "Ojos Así" - Latin Grammy Award voor Beste Vrouwelijk Pop optreden.
- 2000 "Octavo Día" - Latin Grammy Award voor Beste Vrouwelijke Rock optreden.
- 2001 Winnaar van de Grammy Award voor Beste latin pop-album